# Alberto Nosè
Pour les articles homonymes, voir Nose et Nose (homonymie).
Alberto Nosè, né en 1979 à Villafranca di Verona (Italie), est un pianiste italien.

## Biographie
Né à Villafranca di Verona, Italie, en 1979, Alberto Nosé étudie au Conservatoire de Vérone FE Dall'Abaco. Il poursuit ses études avec Franco Scala, Boris Petrushansky et Leonid Margarius à l'International Piano Academy Incontri col Maestro à Imola.
En 2005, Alberto Nosé remporte le Grand Prix et le Prix du Public du Concours international de piano Paloma O'Shea Santander. À l'âge de 11 ans, Nosé remporte le Premier Prix du Concours international Jugend für Mozart de Salzbourg, puis il remporte le 5e prix du XIVe Concours international de piano Chopin, le deuxième prix du Concours Ferruccio Busoni de Bolzano en 1999, le Premier prix de Paris Vendôme 2000, le Premier Prix du Concours international Maj Lind d'Helsinki 2002, le deuxième prix du Concours mondial de piano de Londres 2002,, et Premier Prix du Concours Top of the World 2011 à Tromsø.
Il se produit à travers l'Europe, l'Asie et les États-Unis dans de grands festivals et salles de concert, dont le Wigmore Hall, le Carnegie Hall, le Queen Elisabeth Hall, le Royal Festival Hall, le théâtre du Châtelet, la Salle Pleyel, le Mozarteum de Salzbourg, le Suntory Hall de Tokyo, le Teatro La Fenice.
Alberto Nosé collabore en musique de chambre avec le Quatuor Ysaÿe, et se produit en tant que soliste avec des orchestres tels que le London Philharmonic, English Chamber Orchestra, European Union Chamber Orchestra, Orchestre philharmonique de Radio France, Warsaw Philharmonic, RTVE Symphony Orchestra, Finnish Radio Symphony, Orquesta Sinfonica de Tenerife, Orquesta Sinfonica de Galicia et le New Japan Philharmonic. Alberto Nosé a enregistré pour Naxos.